# Zanir
Zanir je české nakladatelství zaměřené na vydávání komiksů z pera nezávislých autorů, které vzniklo v roce 2014. Od roku 2016 začalo vydávat i japonské manga komiksy, počínaje překladem titulu Cagaster.